# Sinfonia in memoriam
Vagn Holmboe voltooide zijn Sinfonia in memoriam in 1955. Het maakt deel uit van zijn symfonische metamorfosen.
Holmboe vond dat er eigenlijk geen goede symfonie meer geschreven kon worden na de genrewerken van Carl Nielsen. Zelf hield hij zich daar niet aan; hij zou er veertien componeren. Deze Symfonie nr. 1 is de eerste in de genummerde reeks; maar hij had al drie aanzetten tot een symfonie op papier staan voordat de eerste genummerde op de lessenaars van een orkest belandde. 
Het werk kwam tot stand als gevolg van een opdracht uitgeschreven door de Deense Omroep en tevens ter viering van tien jaar vrede na de Tweede Wereldoorlog. Het zou voor enige tijd doorgaan voor Symfonie nr. 9, totdat de componist die titel daadwerkelijk gebruikte voor zijn opus 95. Holmboe gebruikte voor de Sinfonia in memoriam opnieuw de klassieke driedelige opzet in de variant langzaam-snel-langzaam:
1. Molto moderato
2. Allegro vivace
3. Andante

Holmboe schreef het werk als reactie op het gedrag van Denen en Denemarken tijdens en ook direct na die oorlog. Er heersten toen allerlei meningen over dat gedrag en Holmboe stelde in dit symfonisch werk de vraag of de Denen wel konden omgaan met de verworven vrijheden. Desalniettemin kent het werk een optimistisch slot.
Erik Tuxen gaf leiding aan de première op 5 mei 1955; hij leidde het Deens Radio Symfonieorkest.
Holmboe schreef het werk voor groot orkest:
- 1 piccolo, 2 dwarsfluiten, 2 hobo’s, 1 althobo, 2 klarineten, 1 basklarinet, 2 fagotten,
- 4 hoorns, 3 trompetten, 3 trombones, 1 tuba
- pauken, 1 harp
- violen, altviolen, celli, contrabassen

In 2021 is er slechts één opname van dit werk te koop op compact disc. 
Symfonie nr. 1 · nr. 2 · nr. 3 · nr. 4 · nr. 5 · nr. 6 · nr. 7 · nr. 8 · Sinfonia in memoriam · nr. 9 · nr. 10 · nr. 11 · nr. 12 · nr. 13 ·